# Меррідейл (Луїзіана)
Меррідейл (англ. Merrydale) — переписна місцевість (CDP) в США, в окрузі Іст-Батон штату Луїзіана. Населення — 9227 осіб (2020).

## Географія
Меррідейл розташований за координатами 30°29′59″ пн. ш. 91°6′29″ зх. д. / 30.49972° пн. ш. 91.10806° зх. д. (30.499820, -91.108139). За даними Бюро перепису населення США у 2010 році переписна місцевість мала площу 10,98 км², уся площа — суходіл.

## Демографія
Згідно з переписом 2010 року, у переписній місцевості мешкали 9772 особи в 3217 домогосподарствах у складі 2512 родин. Густота населення становила 890 осіб/км². Було 3495 помешкань (318/км²).
Расовий склад населення:
| - 93,8 % — чорних або афроамериканців - 4,6 % — білих - 0,2 % — корінних американців - 0,1 % — азіатів |

До двох чи більше рас належало 0,7 %. Частка іспаномовних становила 1,5 % від усіх жителів.
За віковим діапазоном населення розподілялося таким чином: 30,0 % — особи молодші 18 років, 62,0 % — особи у віці 18—64 років, 8,0 % — особи у віці 65 років та старші. Медіана віку мешканця становила 31,9 року. На 100 осіб жіночої статі у переписній місцевості припадало 85,2 чоловіка; на 100 жінок у віці від 18 років та старших — 79,5 чоловіків також старших 18 років.
Середній дохід на одне домашнє господарство становив 56 444 долари США (медіана — 44 673), а середній дохід на одну сім'ю — 62 043 долари (медіана — 48 689). За межею бідності перебувало 20,0 % осіб, у тому числі 35,4 % дітей у віці до 18 років та 14,8 % осіб у віці 65 років та старших.
Цивільне працевлаштоване населення становило 4074 особи. Основні галузі зайнятості: освіта, охорона здоров'я та соціальна допомога — 30,4 %, роздрібна торгівля — 12,3 %, будівництво — 11,2 %.